# Astragalus tatsienensis
Astragalus tatsienensis là một loài thực vật có hoa trong họ Đậu. Loài này được Bureau & Franch. miêu tả khoa học đầu tiên.